# Банфи (род)
Банфи (на унгарски: Bánffy) е трансилвански благороднически род.
Сред членовете му е Миклош Банфи, унгарски политик и последен собственик за замъка в Бонцида.
Членове на тази фамилия са били барони на Лендава от 1660 г. и графове на Лученец от 1855 г.